# William Arne Hanssen
William Arne Hanssen (10 maggio 1998) è un giocatore di calcio a 5 e calciatore norvegese, pivot dell'Hulløy e della Nazionale norvegese e attaccante del Mjølner, in prestito dal Bodø/Glimt.

## Carriera

### Club
Hanssen è cresciuto nelle giovanili del Bodø/Glimt. Come molti altri connazionali, ha alternato l'attività nel calcio con quella nel calcio a 5: i campionati di quest'ultima disciplina iniziano infatti al termine di quelli calcistici, permettendo la contemporanea attività in entrambi gli sport. Dal campionato 2015-2016, Hanssen ha vestito quindi la maglia dell'Hulløy.
Col Bodø/Glimt ha esordito in Eliteserien in data 10 aprile 2016, subentrando a Fitim Azemi nella partita persa per 1-0 sul campo del Brann. È stata l'unica presenza in stagione di Hanssen, in un'annata che per la sua squadra è terminata con la retrocessione in 1. divisjon.
Il 4 aprile 2018 è passato all'Alta con la formula del prestito. Immediatamente prima di questo trasferimento, il Bodø/Glimt gli aveva rinnovato il contratto fino al 31 dicembre 2019. Con la casacca dell'Alta ha giocato la prima partita in campionato in data 15 aprile, quando ha sostituito Magnus Killingberg Nikolaisen nella vittoria per 0-1 sul campo del Mjølner. Il 30 giugno è arrivata la prima rete, nel successo per 0-2 in casa del Moss. Il 16 agosto 2018 ha fatto ritorno al Bodø/Glimt per fine prestito.
A dicembre 2018 è stato convocato dal commissario tecnico della Nazionale di calcio a 5 della Norvegia Silvio Crisari in vista della Nordic Futsal Cup, manifestazione nel corso della quale ha effettuato il proprio debutto.
A maggio 2019 è passato dal Bodø/Glimt al Mjølner con la formula del prestito.

## Statistiche

### Presenze e reti nei club
Statistiche aggiornate al 24 agosto 2019.
| Stagione          | Club              | Campionato        | Campionato | Campionato | Coppe nazionali | Coppe nazionali | Coppe nazionali | Coppe continentali | Coppe continentali | Coppe continentali | Supercoppe | Supercoppe | Supercoppe | Totale | Totale |
| Stagione          | Club              | Comp              | Pres       | Reti       | Comp            | Pres            | Reti            | Comp               | Pres               | Reti               | Comp       | Pres       | Reti       | Pres   | Reti   |
| ----------------- | ----------------- | ----------------- | ---------- | ---------- | --------------- | --------------- | --------------- | ------------------ | ------------------ | ------------------ | ---------- | ---------- | ---------- | ------ | ------ |
| 2016              | Bodø/Glimt        | ES                | 1          | 0          | CN              | 1               | 0               | -                  | -                  | -                  | -          | -          | -          | 2      | 0      |
| 2017              | Bodø/Glimt        | 1D                | 3          | 0          | CN              | 0               | 0               | -                  | -                  | -                  | -          | -          | -          | 3      | 0      |
| apr.-ago. 2018    | Alta              | 2D                | 14         | 1          | CN              | 3               | 1               | -                  | -                  | -                  | -          | -          | -          | 17     | 2      |
| ago.-dic. 2018    | Bodø/Glimt        | ES                | 0          | 0          | CN              | 0               | 0               | -                  | -                  | -                  | -          | -          | -          | 0      | 0      |
| gen.-mag. 2019    | Bodø/Glimt        | ES                | 0          | 0          | CN              | 0               | 0               | -                  | -                  | -                  | -          | -          | -          | 0      | 0      |
| Totale Bodø/Glimt | Totale Bodø/Glimt | Totale Bodø/Glimt | 4          | 0          |                 | 1               | 0               |                    | -                  | -                  |            | -          | -          | 5      | 0      |
| mag.-dic. 2019    | Mjølner           | 2D                | 12         | 2          | CN              | -               | -               | -                  | -                  | -                  | -          | -          | -          | 12     | 2      |
| Totale            | Totale            | Totale            | 30         | 3          |                 | 4               | 1               |                    | -                  | -                  |            | -          | -          | 34     | 4      |